# (264165) Poehler
(264165) Poehler ist ein am 23. März 2016 nach der Schauspielerin und Autorin Amy Poehler benannter Asteroid.

## Beschreibung
(264165) Poehler ist ein Asteroid des äußeren Asteroidengürtels. Er wurde am 14. Januar 2010 in den USA im Programm WISE entdeckt. Sein Orbit ist durch die kleine Ellipsenhalbachse von 3,22 AE, eine Exzentrizität von 0,09 und eine Bahnneigung von 16,3° bezogen auf die Ekliptik gekennzeichnet.